# Písečná, Ústí nad Orlicí
Písečná là một làng thuộc huyện Ústí nad Orlicí, vùng Pardubický, Cộng hòa Séc.